# 木村荘平

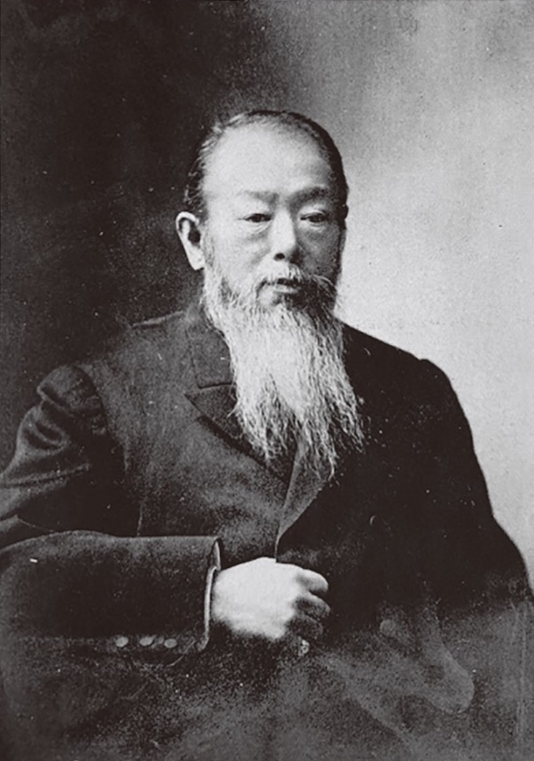
木村荘平（撮影年不明）

木村 荘平（きむら しょうへい、幼名・鹿蔵、1841年7月 - 1906年（明治39年）4月27日）は、山城国（現在の京都府）出身の商人（牛肉商）、政治家（芝区会議員、東京市会議員、東京府会議員）、実業家である。当時日本最大の牛鍋チェーン店「いろは」を経営し、「いろは大王」と謳われた。いろは合資会社代表社員、火葬場経営の東京博善社長、獣肉競売の豊盛会社社長、東京売肉問屋組合頭取、東京家畜市場理事、東京本芝浦鉱泉専務、東京製革、東海水産各発起人などを務めた。

## 来歴

### 維新前後
1841年（天保12年）7月、山城国伏見（現在の京都市伏見区）に農家・庄兵衛の第二子・鹿蔵として生まれる。幼時より喧嘩、口論を好み、7歳で寺子屋に預けられたが学業は不振で、3年間の勉学の後も自らの姓名しか書けなかったと伝えられる。1851年、10歳で山城国内茶商得意廻り手代専務者に付添って製茶売り捌き業を見習い、13歳で独り立ちして、丹波国製茶家等より買入れた茶を山城で売り始めたが、遊蕩に浸り、父の実家に引き取られる。16歳で1855年に力士を志して家出し、大坂の小野川秀五郎に入門したが、程なく生家に連れ戻され家業を継ぎ、18歳で独立して伏見で青物屋を開き、名を荘平と改める。
1861年には青物問屋23軒の組合を作って取締役となり、幕末に京に増えた勤王佐幕諸藩の賄いを請け負ううち、1868年の鳥羽・伏見の戦いで伏見に駐在する薩摩藩の用達を務め、売掛金を踏み倒されるが、この縁がのちの東京での成功につながる。
明治に入ると伏見の薩州物産所の払い下げを受け、私立茶商会と改めて生茶貿易を専業とし、1870年（明治3年）、仲間と神戸栄町に茶商貿易「丸力栄蔵」を開店、オランダ人と組んで海外輸出も始め、神戸港で汽船問屋「丸正」と茶商「森田軒」も始める。1873年（明治6年）、島田組茶店と合併し、嘉納治郎右衛門と島田組出店を開くも、翌年島田組の瓦解で合併を解消し、鳥取に米商会所を開設し、鳥取藩の御用達を務めていた神戸の回漕問屋「松尾松之助」と組んで鳥取県の為替方を請け負うも、数か月で辞任し神戸に戻り、「花香見(はながみ)新聞」を発行する。

### 上京後

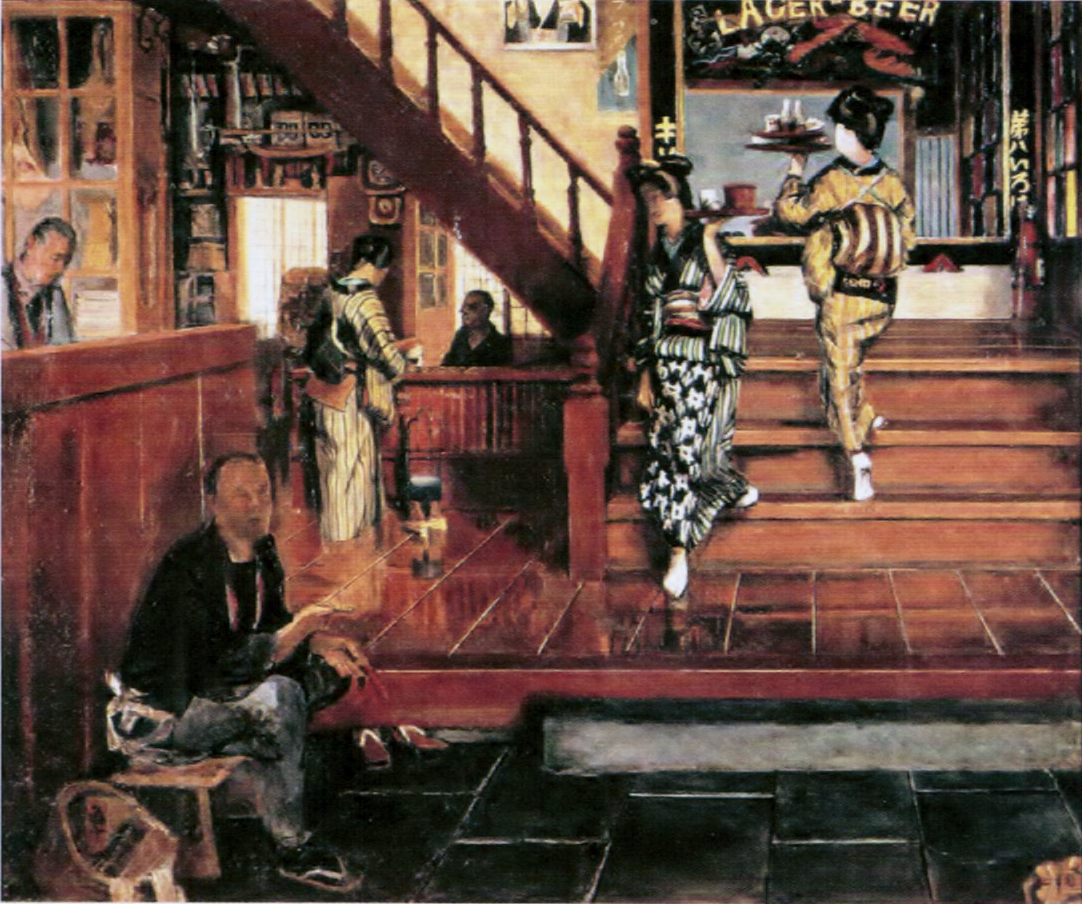
木村荘八の「牛肉店帳場」。荘八は東京・両国広小路の牛鍋店「いろは牛肉店」第八支店に生まれ、第十支店の帳場を任された

1878年（明治11年）、内務卿・大久保利通の懐刀と呼ばれた薩摩藩出身の東京警視庁大警視（のちの警視総監）の川路利良に呼ばれ、屠場や食肉市場の調査を依頼された。東京府内の屠場は明治9年に警察庁の管轄となっており、明治10年には浅草千束の官営屠場1か所に統合されていたが、近隣住民の抗議や整備費用が問題となっていた。また、同年より官営の三田育種場で牛・馬・羊・豚の飼育のほか、馬匹改良を目的に競馬会を行なっていた。官営屠場は明治13年に荘平らに年賦で払い下げられ、同年荘平は興農競馬会社も設立した。荘平経営の屠場は明治16年に芝浜に移転し、食用牛の屠殺場「豊盛社共同屠場」となり、明治20年には白金の屠場も買収したが、同年末に東京家畜会社に売却した。
明治13年から牛鍋チェーン店「いろは」を経営。芝区三田四国町（現在の港区芝3丁目）の一号店（第一いろは）をはじめとして、東京市内22箇所にのぼる支店にそれぞれ妾を配置して各店の経営にあたらせた。傍ら、東京府下15区6郡の肉問屋を糾合して東京諸畜売肉商組合を結成すると共に、1887年（明治20年）には東京家畜市場会社の理事に就任。
同年、日暮里村の火葬場運営を請け負う東京博善会社を設立。理事を経て社長となる。さらに同年、日本麦酒醸造会社を設立し、社長に就任。明治26年、岩谷松平、竹中久次とともに、白金と田中町屠場（旧千束屠場）を合併し、「日本家畜市場会社」を設立。また、ほかにも東京本芝浦鉱泉株式会社を経営、同社の温泉付旅館「芝浜館」と料亭「芝浦館」は、芝浦埋め立て以前のリゾート施設として成功した。
いろは合名会社業務担当社員、東京家畜市場会社理事、東京諸畜売肉商（肉卸問屋）組合頭取、東京博善株式会社取締役社長、東京本芝浦鉱泉株式会社（温泉つき割烹旅館）社長、日本麦酒醸造会社（ヱビスビール）社長、東京商業会議所議員、日本商家同志会顧問などをつとめた。
政治的には星亨の派閥に属し、1896年（明治29年）、東京市会議員に当選。東京府会議員から衆議院進出を計画していた矢先、1906年（明治39年）4月27日に顎癌で死去。享年67。墓所は港区正覚寺。

## 穴守稲荷神社への崇敬
近所に住む火消しの元親分らが穴守稲荷のご利益を吹聴するのを聞いて、参拝したのをきっかけに穴守稲荷の講員となり、講の組織化に取り組むとともに、大鳥居を寄進するなど、穴守稲荷の発展に力を尽くし、「穴守神主」の異名を授かった。 

1886年（明治19年）に木村荘平ほか23名で結成した「イロハ講」は穴守稲荷最初の講社となり、後に「東京元講（穴守元講）」と改称し、3年ほどで東京市芝区の講元を中心に麻布区、京橋区などの住民数千人の講員を擁する有力講社となった。その発展を讃えて、1886年（明治19年）には社殿と瑞垣を、1888年（明治21年）には絵馬舎を奉納している。

## 家族・親族
牛鍋店の支店における妾の間に産まれた子供は計30人（男11人、女16人、早世3人）に上る。住所は東京市芝区三田四国町。
- 父・田原屋庄兵衛（製茶及び青物商）[5]。祖先は近江源氏で、武門の人であったが、故あって民間に下り、代々山城国宇治の田原に住し、代々「木村三右衛門」を称した[5]。山城国は古くから王地として知られ、木村家は禁裏御料で働く百姓として苗字を許され、傍ら茶渋を製造する地元の旧家だった[5]。次男だった父・庄兵衛は伏見に別戸して豆腐屋、皇居造営用の材木を切り出す樵夫の頭を経て、家業を継ぎ、製茶及び青物商「田原屋」として田原屋庄兵衛を名乗った[5]。のちに上林生林と改名した[5]。
- 妻・まさ子[1]
- 長男・荘蔵[1]（いろは合資会社代表社員）[2] - 荘平没後、30人以上の異母兄弟の総領として後継者となり、荘平を襲名したが、贅沢三昧に走り、次々に牛肉店を売り払い、旅館も倒産、末期には取引銀行である農工貯蓄銀行による不当貸付事件も発生し、関係者が司法的な追及を受けるまでに至り、倒産後は運転手として働いた[16]。子の木村鹿之助は川端龍子の弟子となり、青龍社の俊英として将来を嘱望されたが、病いを得て夭折した[17]。
- 次男・荘太[1]（1889年 - 1950年、作家） - 母は鈴木ふく。木村荘八と同腹[18]。
- 三男・荘五[1]（経済学者）
- 四男・荘六[1]（1894年 - 1965年、奇術師・木村マリニー、木村紅葉の名で活動弁士をしていたが、マックス・マリーニに会って奇術師に転向）
- 五男・荘七[1]（女形の新派役者）
- 六男・荘八[1]（1893年 - 1958年、洋画家） - 母は鈴木ふく。
- 七男・荘九[1]
- 八男・荘十[1]（1897年 - 1967年、直木賞作家） - 母は稲垣あき。
- 九男・荘十一[1]
- 十男・荘十二[1]（1903年 - 1988年、映画監督） - 母は豊田きよ。
- 十一男・荘十三[1]
- 長女・栄子[1]（1872年 - 1890年、作家・木村曙） - 母は妾からのちに正妻となった岡本政。
- 次女・のぶ子[1]
- 三女・りん子[1]
- 四女・せい子[1]（女優） - 母は稲垣あき。
- 五女・ろく子[1]
- 六女・九女子[1]
- 七女・十一子[1]
- 八女・十二子[1]
- 九女・十六子[1]
- 十女・十七子[1]（となこ） - 新橋で歌舞伎汁粉店「華」を経営。歌舞伎の舞台に似せた店造りで、座席には緋毛氈を敷き詰め、汁粉には歌舞伎の演目名をつけ、演目にちなんだ砂糖やアイスクリームなどの飾りつけをして、演目の中の有名なセリフを言いながら客に出すというやり方で人気を集めた。[19]
- 十三子、十四子、十五子は病没[1]。

## 関連事項
- ヱビスビール
- 芝 (東京都港区)
- すき焼き#歴史